# شاكس! بلدك يحتاجك (فلم)
شاكس! بلدك يحتاجك (بالإنجليزية: Schuks! Your Country Needs You) هو فيلم كوميدي جنوب أفريقي صدرَ عام 2013 من إخراج جراي هوفمير ومن تأليف ليون شوستر وبطولة ليون شوستر نفسه وروب فان فورين ولاري بيرك وألفريد نتومبيلا.